# Leonas de Ponce 2017
Questa voce raccoglie le informazioni riguardanti le Leonas de Ponce nella stagione 2017.

## Organigramma societario
Area direttiva
- Presidente: Marcos Martínez

Area tecnica
- Allenatore: Ramón Hernández

## Rosa
| N° | Nome                   | Ruolo | Data di nascita   | Nazionalità sportiva |
| -- | ---------------------- | ----- | ----------------- | -------------------- |
| 1  | Natalia Valentín       | P     | 12 settembre 1989 | Porto Rico           |
| 2  | Gabriela Colón         | C     | 29 luglio 1995    | Porto Rico           |
| 3  | Dulce Téllez           | C     | 12 settembre 1983 | Porto Rico           |
| 4  | Yamileska Yantín       | O     | 9 aprile 1984     | Porto Rico           |
| 5  | Valeria León           | L     | 21 novembre 1995  | Porto Rico           |
| 6  | Haley Eckerman         | S/O   | 10 novembre 1992  | Stati Uniti          |
| 7  | Gina Mancuso           | S     | 31 maggio 1991    | Stati Uniti          |
| 8  | Nayka Benítez          | L     | 8 febbraio 1989   | Porto Rico           |
| 9  | Nelmarie Cruz          | S     | 3 giugno 1996     | Porto Rico           |
| 10 | Taylor Simpson         | S/O   | 10 settembre 1993 | Stati Uniti          |
| 11 | Maria Demencia Morales | S     | 21 dicembre 1992  | Porto Rico           |
| 12 | Janeliss Torres        | C     | 9 luglio 1991     | Porto Rico           |
| 13 | Yeleishka Vázquez      | P     | 21 ottobre 1995   | Porto Rico           |
| 14 | Yozually Ortíz         | O     | 21 gennaio 1991   | Porto Rico           |
| 18 | Hecters Rivera         | C     | 8 agosto 1991     | Porto Rico           |
| 18 | Viongelie Pimentel     | C     | 8 ottobre 1993    | Porto Rico           |

## Mercato
| Acquisti | Acquisti               | Acquisti              | Acquisti   |
| R.       | Nome                   | da                    | Modalità   |
| -------- | ---------------------- | --------------------- | ---------- |
| L        | Valeria León           | Ohio State            | definitivo |
| S        | Gina Mancuso           | Dresdner              | definitivo |
| S        | Taylor Simpson         | Busto Arsizio         | definitivo |
| S        | Maria Demencia Morales | Brøndby               | definitivo |
| O        | Yozually Ortíz         | Lancheras de Cataño   | definitivo |
| C        | Hecters Rivera         | Valencianas de Juncos | definitivo |
| O        | Yamileska Yantín       | -                     | definitivo |
| C        | Viongelie Pimentel     | Orientales de Humacao | definitivo |
| S        | Haley Eckerman         | Pro Victoria          | definitivo |

| Cessioni | Cessioni          | Cessioni                | Cessioni   |
| R.       | Nome              | a                       | Modalità   |
| -------- | ----------------- | ----------------------- | ---------- |
| L        | Learis Jusino     | Indias de Mayagüez      | definitivo |
| P        | Raymariely Santos | Indias de Mayagüez      | definitivo |
| L        | Dailis Traverso   | -                       | ritirata   |
| S        | Megan Courtney    | Impel                   | definitivo |
| C        | Grace Salado      | -                       | ritirata   |
| O        | Aiyana Whitney    | MTV Stoccarda           | definitivo |
| S        | Haley Eckerman    | Capitalinas de San Juan | definitivo |
| C        | Ana Rosa Luna     | -                       | ritirata   |
| C        | Hecters Rivera    | Orientales de Humacao   | definitivo |
| S        | Taylor Simpson    | Indias de Mayagüez      | definitivo |

## Risultati

### LVSF

#### Regular season
| 1ª giornata - 25 gennaio 2017 Palacio de Recreación y Deportes, Mayagüez | Indias de Mayagüez      | 0 - 3 | Leonas de Ponce         | 18-25, 13-25, 15-25               |
| 2ª giornata - 27 gennaio 2017 Coliseo Salvador Dijols, Ponce             | Leonas de Ponce         | 3 - 1 | Gigantes de Carolina    | 23-25, 25-19, 30-28, 25-18        |
| 3ª giornata - 29 gennaio 2017 Coliseo Salvador Dijols, Ponce             | Leonas de Ponce         | 3 - 2 | Valencianas de Juncos   | 20-25, 29-27, 25-21, 17-25, 15-8  |
| 4ª giornata - 1º febbraio 2017 Coliseo Gelito Ortega, Naranjito          | Changas de Naranjito    | 1 - 3 | Leonas de Ponce         | 19-25, 16-25, 25-12, 16-25        |
| 5ª giornata - 3 febbraio 2017 Coliseo Salvador Dijols, Ponce             | Leonas de Ponce         | 3 - 0 | Capitalinas de San Juan | 25-22, 26-24, 25-20               |
| 6ª giornata - 8 febbraio 2017 Coliseo Salvador Dijols, Ponce             | Leonas de Ponce         | 3 - 1 | Polluelas de Aibonito   | 25-20, 25-11, 23-25, 25-23        |
| 7ª giornata - 12 febbraio 2017 Coliseo Emilio Huyke, Humacao             | Orientales de Humacao   | 0 - 3 | Leonas de Ponce         | 15-25, 21-25, 16-25               |
| 8ª giornata - 17 febbraio 2017 Coliseo Héctor Solá Bezares, Caguas       | Criollas de Caguas      | 3 - 0 | Leonas de Ponce         | 25-16, 25-14, 25-20               |
| 9ª giornata - 19 febbraio 2017 Coliseo Salvador Dijols, Ponce            | Leonas de Ponce         | 3 - 0 | Indias de Mayagüez      | 25-16, 25-22, 25-21               |
| 10ª giornata - 23 febbraio 2017 Coliseo Salvador Dijols, Ponce           | Leonas de Ponce         | 3 - 0 | Orientales de Humacao   | 25-20, 25-21, 25-22               |
| 11ª giornata - 25 febbraio 2017 Coliseo Rafael Amalbert, Juncos          | Valencianas de Juncos   | 3 - 2 | Leonas de Ponce         | 27-25, 17-25, 25-16, 19-25, 15-11 |
| 12ª giornata - 2 marzo 2017 Coliseo Salvador Dijols, Ponce               | Leonas de Ponce         | 3 - 0 | Changas de Naranjito    | 25-19, 27-25, 25-22               |
| 13ª giornata - 5 marzo 2017 Coliseo Guillermo Angulo, Carolina           | Gigantes de Carolina    | 2 - 3 | Leonas de Ponce         | 25-20, 18-25, 25-21, 16-25, 12-15 |
| 14ª giornata - 10 marzo 2017 Coliseo José Marrón Aponte, Aibonito        | Polluelas de Aibonito   | 0 - 3 | Leonas de Ponce         | 23-25, 18-25, 26-28               |
| 15ª giornata - 12 marzo 2017 Coliseo Salvador Dijols, Ponce              | Leonas de Ponce         | 3 - 0 | Criollas de Caguas      | 25-17, 25-23, 25-20               |
| 16ª giornata - 15 marzo 2017 Coliseo Roberto Clemente, San Juan          | Capitalinas de San Juan | 3 - 2 | Leonas de Ponce         | 25-20, 17-25, 16-25, 25-21, 15-13 |
| 17ª giornata - 17 marzo 2017 Coliseo Salvador Dijols, Ponce              | Leonas de Ponce         | 3 - 1 | Polluelas de Aibonito   | 25-22, 23-25, 25-23, 25-20        |
| 18ª giornata - 19 marzo 2017 Coliseo Rafael Amalbert, Juncos             | Valencianas de Juncos   | 3 - 1 | Leonas de Ponce         | 25-20, 18-25, 25-14, 25-22        |
| 19ª giornata - 23 marzo 2017 Coliseo Gelito Ortega, Naranjito            | Changas de Naranjito    | 0 - 3 | Leonas de Ponce         | 16-25, 12-25, 24-26               |
| 20ª giornata - 24 marzo 2017 Coliseo Salvador Dijols, Ponce              | Leonas de Ponce         | 3 - 1 | Capitalinas de San Juan | 23-25, 35-33, 25-18, 25-21        |
| 21ª giornata - 29 marzo 2017 Coliseo Guillermo Angulo, Carolina          | Gigantes de Carolina    | 1 - 3 | Leonas de Ponce         | 25-16, 22-25, 21-25, 21-25        |
| 22ª giornata - 31 marzo 2017 Coliseo Salvador Dijols, Ponce              | Leonas de Ponce         | 3 - 2 | Orientales de Humacao   | 23-25, 25-22, 25-13, 23-25, 15-9  |
| 23ª giornata - 5 aprile 2017 Coliseo Salvador Dijols, Ponce              | Leonas de Ponce         | 0 - 3 | Indias de Mayagüez      | 23-25, 27-29, 22-25               |
| 24ª giornata - 9 aprile 2017 Coliseo Héctor Solá Bezares, Caguas         | Criollas de Caguas      | 2 - 3 | Leonas de Ponce         | 25-21, 18-25, 25-19, 21-25, 14-16 |

#### Play-off
| Quarti di finale (gara 1) - 11 aprile 2017 Palacio de Recreación y Deportes, Mayagüez | Indias de Mayagüez    | 3 - 1 | Leonas de Ponce       | 25-23, 25-23, 19-25, 25-16 |
| Quarti di finale (gara 2) - 13 aprile 2017 Coliseo Salvador Dijols, Ponce             | Leonas de Ponce       | 3 - 0 | Orientales de Humacao | 25-20, 25-12, 25-21        |
| Quarti di finale (gara 3) - 15 aprile 2017 Coliseo Salvador Dijols, Ponce             | Leonas de Ponce       | 3 - 0 | Indias de Mayagüez    | 25-23, 25-20, 25-23        |
| Quarti di finale (gara 5) - 19 aprile 2017 Coliseo Emilio Huyke, Humacao              | Orientales de Humacao | 1 - 3 | Leonas de Ponce       | 22-25, 25-22, 22-25, 16-25 |

## Statistiche

### Statistiche di squadra
| Competizione | Punti | In casa | In casa | In casa | In trasferta | In trasferta | In trasferta | Totale | Totale | Totale |
| Competizione | Punti | G       | V       | P       | G            | V            | P            | G      | V      | P      |
| ------------ | ----- | ------- | ------- | ------- | ------------ | ------------ | ------------ | ------ | ------ | ------ |
| LVSF         | 34    | 14      | 13      | 1       | 14           | 9            | 5            | 28     | 22     | 6      |
| Totale       | -     | 14      | 13      | 1       | 14           | 9            | 5            | 28     | 22     | 6      |

G = partite giocate; V = partite vinte; P = partite perse